# 第52屆廣播金鐘獎
第52屆廣播金鐘獎（英語：52nd Golden Bell Awards  / 52nd GBA）是2017年臺灣傳媒業界的年度盛事之一，以表揚2017年度傑出的臺灣廣播從業人員。廣播金鐘獎頒獎典禮於2017年（民國106年）9月23日在臺北市國父紀念館舉行，由洪宗適（阿國）與于美人擔任主持人。

## 播放平台
| 頻道            | 所在地區 | 播出日期      | 播出時間                                            | 備註         |
| --------------- | -------- | ------------- | --------------------------------------------------- | ------------ |
| 三立電視        | 臺灣     | 2017年9月23日 | 17:00 - 19:00（星光大道） 19:00 - 00:00（頒獎典禮） | 電視現場直播 |
| Vidol           | 臺灣     | 2017年9月23日 | 17:00 - 19:00（星光大道） 19:00 - 00:00（頒獎典禮） | 網路平台直播 |
| Hami Video      | 臺灣     | 2017年9月23日 | 17:00 - 19:00（星光大道） 19:00 - 00:00（頒獎典禮） | 網路平台直播 |
| YouTube金鐘頻道 | 海外     | 2017年9月23日 | 17:00 - 19:00（星光大道） 19:00 - 00:00（頒獎典禮） | 網路平台直播 |
| 金鐘52APP       | 臺灣     | 2017年9月23日 | 17:00 - 19:00（星光大道） 19:00 - 00:00（頒獎典禮） | 網路平台直播 |
| 飛揚調頻        | 臺灣     | 2017年9月23日 | 17:00 - 19:00（星光大道） 19:00 - 00:00（頒獎典禮） | 電台直播     |
| 警察廣播電臺    | 臺灣     | 2017年9月23日 | 17:00 - 19:00（星光大道） 19:00 - 00:00（頒獎典禮） | 電台直播     |

## 過程
本屆金鐘獎於9月舉行。
- 文化部影視及流行音樂產業局主辦。
- 主視覺由蕭青陽設計。[1]
- 本屆廣播金鐘獎報名時間為2017年4月27日～2017年5月18日
- 本屆廣播金鐘獎特別獎推薦時間為2017年4月27日～2017年6月18日
- 2017年8月16日公布廣播金鐘獎入圍名單。[2][3]

## 入圍暨得獎名單
下列之標記為該獎項得獎者。

## 評審名單
| 林福岳                                                         |
| 特別獎                                                         |
| 趙鏡涓、李蝶菲、林福岳、林俊杰、紀露霞、陳美枝、常勤芬、趙鏡涓 |
| 流行音樂節目、綜合節目                                         |
| 陳瑞凱、王柏鈞、柯亭竹、侯麗芳、楊大正                         |
| 非流行音樂節目、藝術文化節目                                   |
| 朱庭逸、林茂賢、張四十三、賀照緹、彭廣林                       |
| 教育文化節目、兒童節目、少年節目                               |
| 馮季眉、林福岳、康文炳、馮喬蘭、蔡銀娟                         |
| 社會關懷節目、社區節目                                         |
| 管仁健、陳板、黃兆徽、黃越綏、劉專真                           |
| 廣播劇、企劃編撰、音效、單元節目                               |
| 楊月娥、李長安、辛建宗、周震宇、劉增鍇                         |
| 商品類廣告、非商品類廣告、電臺品牌行銷創新                     |
| 王彩雲、馬志剛、張怡琪、黃威融、歐宴宗                         |
| 創新研發應用                                                   |
| 梁序倫、王俊傑、葛如鈞                                         |

## 外部連結
- 第52屆廣播電視金鐘獎官方網站 （页面存档备份，存于）
- YouTube上的2017第52屆廣播金鐘獎頒獎典禮現場LIVE直播.2019第54屆 廣播電視金鐘獎 2019 54th Golden Bell Awards.2017-09-23
- 金鐘看Yahoo 影帝影后決戰 - Yahoo奇摩新聞專輯 （页面存档备份，存于）
- 106年度廣播金鐘獎入圍名單 （页面存档备份，存于）.文化部影視及流行音樂產業局.2017-08-16
- 106年度廣播金鐘獎得獎名單 （页面存档备份，存于）.文化部影視及流行音樂產業局.2017-09-23